# نسرين (اسم)
نسرين هو اسم علم مؤنث فارسي الأصل يَعني «الزهرة البرية». يُعتبر ضمن الأسماء الأكثر شهرة من مواليد الإناث في إيران وأذربيجان.
حسب قاموس المعاني، نِسْرين هو وردٌ أَبيض عطريُّ قويُّ الرائحة، من الفصيلة الوردية.
الاسم شائع أيضًا في جنوب آسيا، خاصة في باكستان والهند وبنغلاديش، فضلاً عن كونه اسمًا تركيًا وكرديًا شائع يستخدم في بلاد الشام وشمال إفريقيا (المغرب والجزائر وتونس وليبيا).

## الشخصيات
- تسليمة نسرين
- نسرين محمدي
- نسرين ستوده
- نسرين طافش
- نسرين مروان
- نسرين الحكيم